# Drapetis pictithorax
Drapetis pictithorax är en tvåvingeart som beskrevs av Mario Bezzi 1912. Drapetis pictithorax ingår i släktet Drapetis och familjen puckeldansflugor.
Artens utbredningsområde är Taiwan. Inga underarter finns listade i Catalogue of Life.